# Ozarba damagarima
Ozarba damagarima là một loài bướm đêm trong họ Noctuidae.